# Heteronychus sublaevis
Heteronychus sublaevis är en skalbaggsart som beskrevs av Leon Fairmaire 1891. Heteronychus sublaevis ingår i släktet Heteronychus och familjen Dynastidae. Inga underarter finns listade i Catalogue of Life.